# Долинська
Доли́нська — місто у Кропивницькому районі Кіровоградської області України. Площа міста — 12,13 км². Населення — 19 472 особи (2025). Адміністративний центр Долинської міської громади. У безпосередній близькості знаходиться довгобуд — Криворізький гірничо-збагачувальний комбінат окислених руд (КГЗКОР). Колишній адміністративний центр Долинського району, важливий залізничний вузол. На 2025 рік вважається самим прогресивним містом Кіровоградської області.

## Географія
Місто розташоване в південно-східній частині Кіровоградщини, на південних відрогах Придніпровської височини, за 75 км на південь від обласного центру.

### Клімат
Клімат в місті помірно континентальний. Найхолодніший місяць − січень (середня температура -5,5 °C), найтепліший — липень (+20,2 °C). На території Долинської щорічно випадає близько 520 мм опадів.

## Історія

### XIX століття
У XVIII столітті територія, на якій надалі виникло місто, входила до складу Бугогардівської паланки Запорізької Січі.
Роком заснування міста вважається 1873 рік, коли 20 серпня 1873 року через станцію Долинська Братолюбівської волості Олександрійського повіту Херсонської губернії новозбудованою залізничною гілкою Знам'янка — Миколаїв пройшов перший потяг. На початку просто залізнична станція, що отримала ім'я Маловодянської землевласниці О. Ф. Долинської, яка дала притулок та сприяла вирішенню житлово-побутових проблем будівельників залізниці. Селище біля станції виникло не одразу. Його прискорений розвиток почався після 1884 року, коли стала до ладу новозбудована гілка Катеринівської залізниці Довгинцеве (сьогодні ст. Кривий Ріг Головний) — Долинська, тоді станція стала вузловою й отримала вихід до Криворізького залізорудного басейну. Селище було названо ім'ям власника цих земель поміщика Кефали — Кефаліне.
У 1896 році в Кефаліному нараховувалося 25 помешкань, у яких проживало 227 жителів. На період сільськогосподарських робіт Кефаліне ставало ринком найму дешевої робочої сили, коли найманці з різних частин Російської імперії вирушали на сезонні роботи у Кривий Ріг, Херсон та Миколаїв.
З 1890-х років селище інтенсивно розвивалося. Було збудовано церкву, перші двоповерхові будинки. У 1891 році відкрито залізничне училище, а в 1901 — земську школу. Діяло локомотивне депо, пошта, телеграфне відділення, почали працювати лікарня та їдальня, активізувалася приватна торгівля.

### XX століття
У 1908 році населення Кефалівки становило понад 2,5 тис. осіб. Річний вантажообіг залізничної станції склав 75 млн пудів, 40 з яких припадало на вугілля. У 1914 році був збудований цегляний завод, що підпорядковувався залізниці.
У 1913 році Антон Макаренко давав такий опис Долинської:
| Станцию и посёлок при ней можно было охватить одним взглядом. Нас окружала степь, однообразная, ровная, молчаливая. А что там было в степи? Два кургана на горизонте, да скрытое в балке село, да на большой дороге столбы и пыльные вихри. На станции было маленькое депо, так называемое «оборотное»; работало в нем народу несколько десятков человек, и на самой станции ещё меньше, — тихое было место, пыльное и бедное.[4] |
У період з 1918 по 1920 рік найімовірніше у 1919 році селише Кефалівка отримало нову назву Шевченкове, тоді як створений у 1923 році Долинський район взяв назву станції. Це був безпрецедентний випадок: у межах України центром Долинського району вважалося селище Шевченкове, а у адміністративно — територіальних довідниках, що друкувалися у Москві, було неіснуюче селище Долинська. Цю недоречність було усунено Указом Президії Верховної Ради Української РСР від 15 серпня 1944 року, у якому з метою уточнення назв населених пунктів і у зв'язку з існуванням однакових найменувань, що викликало утруднення для установ та громадян, селище Шевченкове перейменували у відповідності з назвою району й стали називати селищем Долинська.
7 листопада 1924 року було відкрито електростанцію, в 1926 — елеватор. У зв'язку з запровадженням політики НЕПу, у 1925 році в Шевченковому налічувалося 95 приватних торговельних підприємств. У 1929 році було організовано Долинську МТС.
З 1932 по 1937 роки селище перебувало у складі Дніпропетровської, а з кінця 1937 до початку 1939 — Миколаївської області УРСР.
1932 року на базі залізничного училища було утворено семирічну, а пізніше — середню школу. У 1935 році в селищі відкрито середню школу для дорослих.
Під час організованого радянською владою Голодомору 1932—1933 років померло щонайменше 72 жителі міста.
8 серпня 1941 року розпочалась німецька окупація селища. 12 березня 1944 року в ході боїв 8-им Олександрійським механізованим корпусом Шевченкове було звільнено від німецької окупації.
14 травня 1957 року селище міського типу Долинська отримало статус міста. На той час в ньому проживало 12 тисяч мешканців, 60 % яких становили робітники та службовці.
У зв'язку з будівництвом поблизу міста Криворізького гірничо-збагачувального комбінату окислених руд з 1985 року в Долинській розпочалося інтенсивне будівництво житлових масивів. На масиві Маяк німецькими будівельниками було змонтовано кілька збірних будинків типу «Дельбау».

## Населення

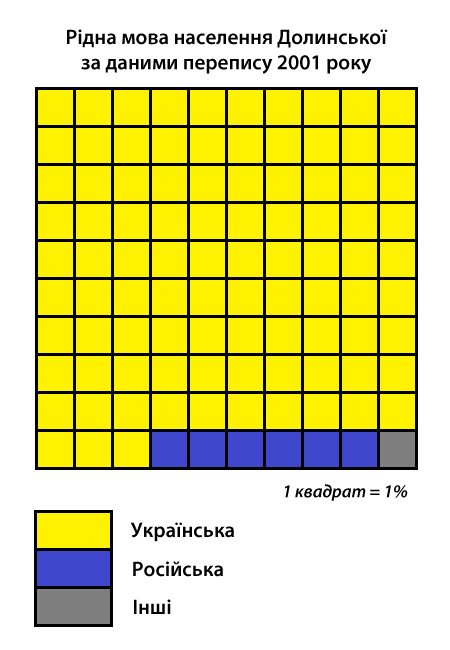
Рідна мова населення Долинської за даними перепису 2001 року

Станом на 2011 рік в Долинській проживало 17 319 осіб. Понад 95 % мешканців міста — українці.

### Національний склад
Розподіл населення за національністю за даними перепису 2001 року:
| Національність  | Відсоток |
| --------------- | -------- |
| українці        | 91.96%   |
| росіяни         | 5.83%    |
| білоруси        | 0.78%    |
| вірмени         | 0.40%    |
| молдовани       | 0.17%    |
| інші/не вказали | 0.86%    |

### Мова
Розподіл населення за рідною мовою за даними перепису 2001 року:
| Мова            | Кількість | Відсоток |
| --------------- | --------- | -------- |
| українська      | 17285     | 93.10%   |
| російська       | 1089      | 5.87%    |
| вірменська      | 47        | 0.25%    |
| білоруська      | 46        | 0.25%    |
| румунська       | 36        | 0.19%    |
| словацька       | 6         | 0.03%    |
| німецька        | 6         | 0.03%    |
| болгарська      | 5         | 0.03%    |
| угорська        | 4         | 0.02%    |
| польська        | 2         | 0.01%    |
| інші/не вказали | 41        | 0.22%    |
| Усього          | 18567     | 100%     |

## Інфраструктура

Типовий будинок кінця 1980-х — початку 1990-х років забудови

### Промисловість
У безпосередній близькості від Долинської знаходиться довгобуд — Криворізький гірничо-збагачувальний комбінат окислених руд.
Долинська — відомий центр переробки сільськогосподарської сировини в Кіровоградській області. Серед основних підприємств міста:
- ТОВ «Долинський комбікормовий завод»;
- ЗАТ «Долинський елеватор»;
- Долинська філія ДП «Сантрейд»;
- ПАТ «Долинський птахокомбінат».

### Торгівля
Торговельну діяльність на території міста здійснюють Долинське райспоживтовариство, ринок КП «Далвіс» та ПП «Автоцентр „Долинка“». Діють сім філій банківських установ.

### Транспорт
Долинська — основний залізничний вузол півдня Кіровоградщини. З введенням у 1978 році в експлуатацію залізничної гілки Долинська — Помічна відкрились можливості швидких перевезень вантажів у західному напрямку. Через пасажирський вокзал в літньо-осінній період курсує понад 40 пасажирських поїздів.
Автобусні перевезення здійснює ВАТ «Долинське АТП-13541» та кілька приватних підприємств.

## Медицина
Медичні послуги населенню міста надають центральна районна лікарня на 250 ліжок, будинок матері й дитини та станція швидкої медичної допомоги.

## Освіта
У місті знаходиться чотири загальноосвітні школи, де навчається близько 3,5 тис. учнів та чотири дитячих садки (ДНЗ № 2 «Івушка», ДНЗ № 3 «Колобок», ДНЗ № 4 «Казка» та ДНЗ № 5 «Ружечка»). ДНЗ № 4 та ДНЗ № 5 обладнані плавальними басейнами.
| Назва загальноосвітнього закладу | Адреса                                              | Телефон |
| --- | --------------------------------------------------- | ------- |
| Долинська загальноосвітня школа І-ІІІ ступенів № 1                                                                                       | 28500, м. Долинська, вул. Сонячна, 4-а              | 5-16-06 |
| Долинська загальноосвітня школа І-ІІІ ступенів № 2 ім. А. С. Макаренка                                                                   | 28500, м. Долинська, вул. Шевченка, 6               | 3-17-93 |
| НВК «Долинська гімназія — загальноосвітня школа І-ІІІ ступенів № 3»                                                                      | 28500, м. Долинська, вул. Ольгерда Бочковського, 13 | 5-40-34 |
| Долинська загальноосвітня школа І-ІІІ ступенів № 4 з поглибленим вивченням предметів природничо-математичного циклу та філологічних наук | 28500, м. Долинська, вул. О. Бочковського, 1        | 5-12-33 |

## ЗМІ
У місті виходять дві газети — комунальна «Долинські новини» та приватна «Провінція».
З 1961 року працює районне радіомовлення. 12 травня 2003 року КП «Редакція Долинського районного радіомовлення» почало функціонувати у FM-форматі.

## Релігія
У місті знаходиться православна Свято-Успенська церква. Існують релігійні громади Свідків Єгови, пресвітеріан, Євангельських Християн-баптистів, Християн віри Євангельської, адвентистів та інші.

## Культура
У Долинській функціонують культурно-дозвіллєвий центр, дві бібліотеки, районна школа мистецтв, Центр дитячої та юнацької творчості, музей історії Долинського району та меморіально-педагогічний музей ім. А. С. Макаренка. Заснована районна краєзнавча премія імені Івана Проценка.
В місті діють п'ять самодіяльних колективів, зразковий аматорський хореографічний колектив «Веселка» (керівник Галина Жир).
На території міської ради знаходиться 12 пам'яток історії, 11 пам'яток архітектури та 2 — археології.

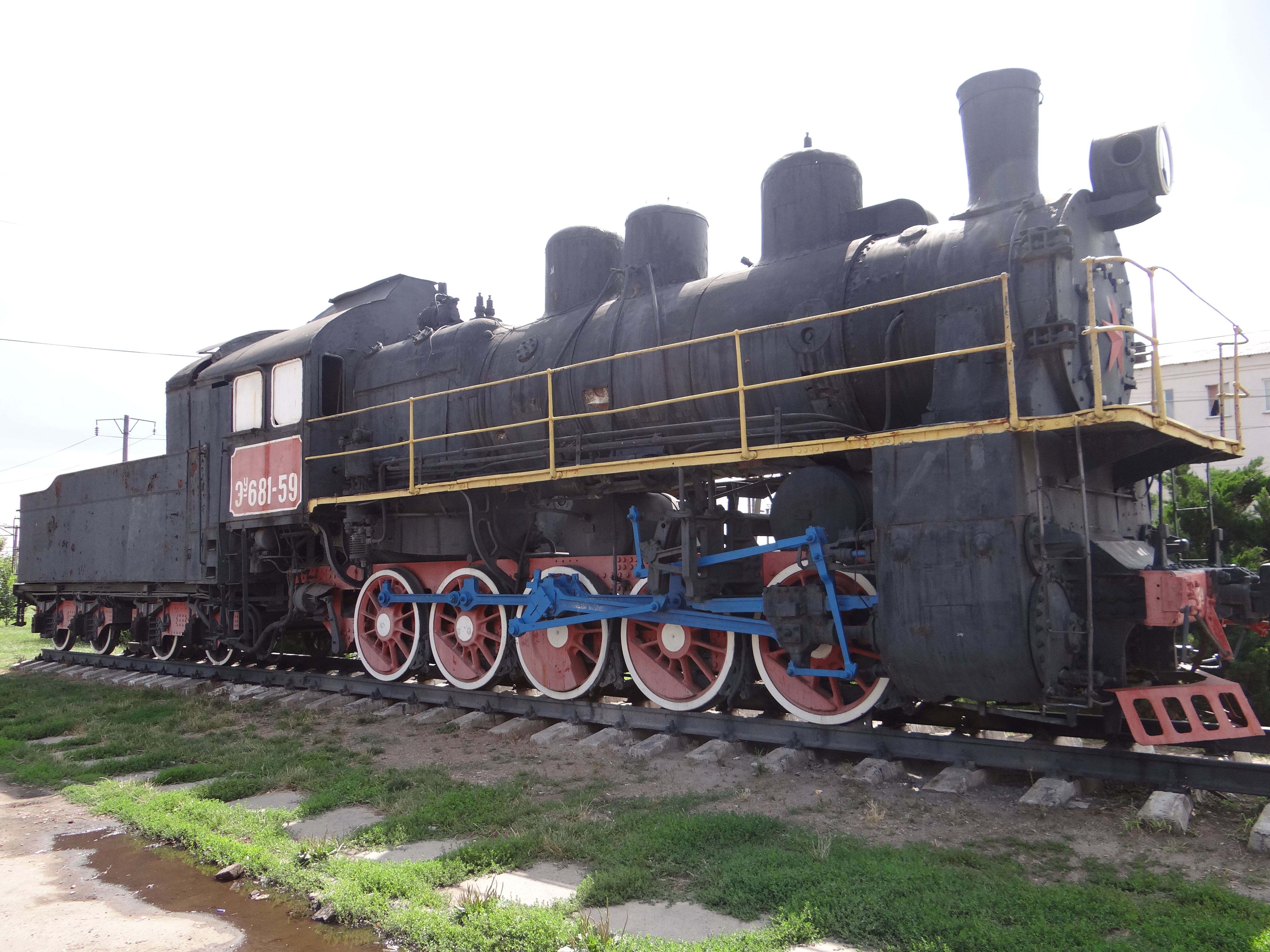
Пам'ятник-паротяг поблизу залізничної станції

### Міська скульптура
У місті встановлені такі пам'ятники:
- Антону Макаренку (пам'ятник);
- Тарасу Шевченку (погруддя);
- Володимиру Леніну (пам'ятник) — демонтований 26 лютого 2014 року (згідно рішення 31 позачергової сесії міської ради) у результаті перемоги Революції гідності (Єврореволюції) та фактичного самоусунення президента Януковича від влади;
- Льотчикам-землякам К. Вишневецькому, М. Зінов'єву, М. Нечаю та І. Безуглому (пам'ятник-літак);
- Першим механізаторам Долинської МТС (пам'ятний знак);
- Воїнам-водіям Долинської автороти (пам'ятний знак);
- Бійцям 8-го Олександрійського механізованого корпусу (пам'ятний знак);
- Учасникам ліквідації Чорнобильської трагедії (пам'ятний знак).

В Долинській встановлені такі меморіальні дошки:
- Клепачу Івану Титовичу
- Архипу Тесленку;
- Платону Вороньку;
- Антону Макаренку;
- К. Вишневецькому, Герою Радянського Союзу;
- М. Сичову, повному кавалеру орденів Слави;
- На честь революційних подій 1905 року на станції Долинська.

## Пам'ятки архітектури
- Будинок залізничного вокзалу (1880-ті);
- Будинок залізничного депо (1880-ті);
- Будинок товарної контори;
- Амбулаторія (1908);
- Водонапірна башта (кін. ХІХ ст.);
- Житловий будинок на вул. Лазарєва, 2;
- Житловий будинок на вул. Лазарєва, 3;
- Житловий будинок на вул. Лазарєва, 4;
- Житловий будинок на вул. Лазарєва, 10 (1900)
- Житловий будинок на вул. Лазарєва, 11.

Усі пам'ятки — місцевого значення.

## Спорт
В Долинській знаходиться стадіон «Колос», сім спортивних залів та три спортивних майданчики зі штучним покриттям. У місті тренується ФК «Степ», що виступає в першій групі Чемпіонату Кіровоградської області з футболу.

## Відомі люди
У 1901–1902 роках на станції Долинська працював відомий український письменник Архип Тесленко.
В 1911–1914 роках в Кефалівському залізничному училищі працював педагог Антон Макаренко.
- Маруценко Віктор Григорович — заслужений діяч культури України, зберігач фондів Музею історії Долинського району Кіровоградської області, краєзнавець.

У місті народились:
- Бочковський Іполит-Ольгерд — чесько- видатний український соціолог та політолог;
- Горбаль Галина Вікторівна  — українська попспівачка Gallina;
- Заруба Костянтин Васильович — український живописець;
- Іванченко Андрій Федорович — Герой Радянського Союзу;
- Колос Володимир Михайлович (*1936) — професор, кандидат педагогічних наук, заслужений тренер Білорусі, лауреат Державної премії Білорусі, академік Білоруської інженерної Академії.
- Косенко Петро Дмитрович — поет, ретушер та художник;
- Краснокутський Сергій Валерійович — український правник;
- Ленгауер Наталія Андріївна — лікар швидкої допомоги, Герой Соціалістичної Праці;
- Лядський Тимофій Сергійович — Герой СРСР;
- Стоян Пилип Кузьмич — український історик.
- Бірча Ігор Ярославович — український актор.